# Kane (Command & Conquer)
Trong vũ trụ hư cấu với lịch sử thay thế của dòng game chiến lược thời gian thực Command & Conquer của Westwood Studios và Electronic Arts, Kane là dường như là bất tử và là kẻ chủ mưu đứng đằng sau tổ chứa xã hội cổ đại và bí mật Brotherhood of Nod. Rất ít người thật sự biết về người đàn ông này, nhiều người theo ông đã rút ra một kết nối trực tiếp giữa Kane và hình tượng Abrahamic của Cain, và chính bản thân Kane cũng không xác nhận hay phủ nhận điều đó . Được coi là có sức lôi cuốn bởi thế giới bên ngoài, người của Kane (cũng như chính bản thân ông ta) coi Kane là biểu tượng, thậm chí đi xa hơn nữa khi đề cập đến ông như là Đấng Cứu thế .
Minh họa bởi diễn viên người Las Vegas-Joseph D. Kucan, người cũng chỉ đạo các đoạn cắt cảnh FMV cho tất cả các trò chơi C & C, ngoại trừ các lần gần đây nhất của Electronic Arts, nhân vật này vẫn rất phổ biến và mang tính biểu tượng cho các fan của Command & Conquer từ năm 1995, dẫn đến việc EA Los Angeles đưa ra một trang web quảng cáo cho C & C dành riêng hoàn toàn cho nhân vật Kane , và đã quyết định dành cốt truyện của bản mở rộng Command & Conquer 3: Tiberium Wars mở rộng hình ảnh hậu trường của Kane nền, lịch sử và động cơ ; với tiêu đề của "Kane's Wrath". Nhân vật Kane giành được vị trí thứ ba trong tạp chí giải trí trực tuyến DoubleViking của "The 15 Most Badass Bald Guys" , xếp thứ hạng cao hơn trong tạp chí so với những nhân vật hư cấu nổi tiếng khác như John McClane (Die Hard) và Lex Luthor (Superman). Ngoài ra, Kucan được giới thiệu trong Sách Kỷ lục Guinness của game thủ trong năm 2008 là diễn viên đóng lâu nhất trong bất kỳ thương hiệu trò chơi điện tử cho đến nay cho vai diễn Kane của ông .
Mặc dù Joseph Kucan vẫn đóng vai Kane trong các game C & C lần gần đây , chỉ đạo của các đoạn cắt cảnh của chúng thay vào đó thì được xử lý bởi đạo diễn điện ảnh trong nhà của EA là Richard Taylor .

## Tiểu sử nhân vật

### Ám chỉ nguồn gốc
| “                 | "The Brotherhood of Nod" là một sáng chế của nhà thiết kế C&C gốc Eydie Laramore. Cô ấy và tôi dành nhiều thời gian thảo luận về ẩn dụ trong Kinh Thánh và hình dung cốt truyện. | ” |
| — Joseph D. Kucan | |   |

Từ sự khởi đầu của thương hiệu Command & Conquer từ năm 1995, cốt truyện của dòng trò chơi điện tử này đã liên tục miêu tả Kane là người đứng đầu của Brotherhood of Nod hơn hàng ngàn năm tuổi . Điều này đúng với truyền thống của người đàn ông tương đương với hình tượng của Cain, con trai cả của Adam và Eve, những con người đầu tiên được sinh ra trong Vườn địa đàng và cũng là kẻ giết người đầu tiên theo kinh điển của các tôn giáo khởi nguồn từ Abraham.
Các khái niệm về Kane không khác lắm so với hình ảnh của Cain vốn được minh chứng bằng những ám chỉ của Do Thái-Kitô giáo và Hồi giáo tới bản chất của Kane được tìm thấy trong các trò chơi C & C. Ông sử dụng những cái tên như "Jacob", "Amir al-Quayym" và "Caine" như là bí danh , nguyên mẫu xe tăng tàng hình đầu tiên của Nod được gọi là  "Ezekiel's Wheel"-trong tham chiếu rõ ràng với thiên thần được nhìn thấy bởi Ezekiel-và cái tên "Nod" dường như là ám chỉ đến cái gọi là "Miền đất của Nod", nơi mà Cain bị buộc phải đi lang thang bởi Chúa như là hình phạt vì đã giết anh trai của ông là Abel: vụ giết người đầu tiên trong lịch sử nhân loại theo tín ngưỡng của Do Thái giáo, Kitô giáo và Hồi giáo. Ngoài ra, kết thúc của Xô Viết ở Command & Conquer: Red Alert, Nadia, một trong những người theo Kane đột nhiên trích ra một đoạn trong Kinh Thánh mô tả như thế nào mà Cain định cư "Miền đất của Nod".. Có lẽ quan trọng nhất, trong chiến dịch Nod của trò chơi Command & Conquer gốc, cấp trên ban đầu của người chơi là một người tên là Seth, dựa trên tên người em trai thứ hai của Cain theo Kinh Thánh và Hồi giáo, người đã được hiển thị là cánh tay phải của Kane . Khi người chơi tiến bộ thông qua chiến dịch, Kane được thể hiện như là bắt đầu ủng hộ ông hơn Seth, người sau đó trở nên phẫn nộ với người chơi sau mỗi lần thành công liên tiếp. Seth sau đó âm mưu để có cả Kane và người chơi bị loại bỏ bằng cách cố gắng để chiếm vị trí của Kane trong Brotherhood, trong khi sắp đặt người chơi vào một cuộc tấn công tự sát ở Hoa Kỳ. Trước khi điều này có thể xảy ra, thì Kane bắn Seth vào đầu trong cuộc họp báo của ông với người chơi về kế hoạch tấn công; cơ thể của Seth được bảo quản trong ngôi đền của Nod là một "danh hiệu" và là sự nhắc nhở cho bất kỳ ai có âm mưu chống lại Kane. Danh hiệu này sau đó được nhìn thấy trong Command & Conquer: Renegade  bởi Havoc, một đặc công GDI người đã thâm nhập vào ngôi đền, và cũng người phát hiện ra một quan tài mang tên Abel cùng với các dụ ngôn của Cain và Abel khắc trong tiếng Do Thái cổ sâu bên trong cơ sở của cấu trúc, mà theo Kane là đánh dấu vị trí ngôi đền ban đầu của Nod. Ngoài ra, Brotherhood of Nod luôn được mô tả trong các trò chơi Command & Conquer là có ảnh hưởng mạnh mẽ ở gần như tất cả các quốc gia có một nền lịch sử truyền thống khởi nguồn từ Abraham.
"Chúng tôi đã chờ đợi trong nhiều thế kỷ cho thời điểm này. Các con sông sẽ chảy với máu của những người chống đối chúng tôi"
Đây là một câu nói của nhân vật Kane được cung cấp trong hướng dẫn của game Command & Conquer gốc năm 1995, đề cập đến một tập tin hư cấu của Interpol được chỉ định là "#GEN 4:16" . Tham khảo này cũng xuất hiện từ Abraham, dẫn đến chương 4 và câu thứ 16 của Sách Sáng thế trong Cựu Ước, và đặc biệt là về những ngày đầu sau sự sáng tạo của nhân loại, được đọc như sau:
"Và Cain đã ra khỏi sự hiện diện của Chúa, và ở trong đất của Nod, phía đông Vườn địa đàng."
Tương tự như vậy, rõ ràng khả năng của Kane là dường như trở về từ cái chết và sự tàn phá lẫn hủy diệt của những người dường như đã giết chết ông ta, xuất hiện một tham chiếu đến "Con dấu của Cain", một dấu hiệu cho sự nguyền rủa của Chúa đã đặt trên trán của Cain nhằm để ngăn chặn người khác giết chết ông trong quả báo vì đã giết anh trai của mình, Abel. Từ ngữ của Con dấu, trong khi không thực sự ngăn chặn cái chết của Cain, đã cảnh báo rằng bất kỳ người đàn ông nào đã giết chết Cain sẽ phải chịu một sự trả thù về bản thân gấp bảy lần điều mà họ làm với Cain, song song nổi bật với sự tàn phá của Nod cho Global Defense Initiative mỗi lần tổ chức này lại trỗi dậy với thế giới. Ngoài ra, một phe phụ của Brotherhood of Nod trong Command & Conquer 3: Kane's Wrath được đặt tên là "Marked of Kane" của EA Los Angeles .

### Chân dung trong trò chơi Command & Conquer

Kane (đứng) làm cố vấn bí ẩn của Joseph Stalin (chính giữa) trong những năm 1950 của Command & Conquer: Red Alert với Nadia ở bên trái

Mặc dù trò chơi  được xuất bản lần đầu tiên trong đó có nhân vật này xuất hiện là Command & Conquer gốc, sự xuất hiện kinh điển  đầu tiên của Kane (mặc dù điều này có thể được bác bỏ là vũ trụ Red Alert được tách ra từ Tiberium) là cố vấn bí mật của Joseph Stalin trong cuộc xâm lược của Xô Viết ở châu Âu trong bản prequel Command & Conquer: Red Alert; câu chuyện trong đó được đặt gần nửa thế kỷ trước các sự kiện của bản gốc C & C game . Kane chứng tỏ mình là kẻ chủ mưu đứng đằng sau các hành động của Joseph Stalin và cả Liên Xô, và dường như là người đã xúi giục cuộc chiến tranh thế giới giữa Liên bang Cộng hòa xã hội chủ nghĩa Xô viết và quân Đồng Minh để tiếp tục các mục tiêu lâu dài của Brotherhood of Nod . Điều này đã được thực hiện với sự trợ giúp của một người phụ nữ được gọi là Nadia-người đứng đầu của NKVD, tình nhân của Stalin và rõ ràng là thành viên của Brotherhood vào đầu những năm 1950 , Trong kết thúc thay thế của Red Alert' là cuộc xâm chiếm châu Âu của Xô Viết đã được hoàn thành, dẫn đến kết quả của vụ ám sát Stalin bởi Nadia, và cô tiết lộ tên của Kane cũng như sự tồn tại của Brotherhood of Nod cho người chơi . Nadia sau đó tiếp tục cho thấy kế hoạch của Nod là tiếp tục ẩn trong bóng tối trong nhiều thập kỷ cho đến khi họ xuất hiện công khai "vào những năm 1990 " . Tuy nhiên Kane bắn cô mà không cảnh báo khi có những thông báo này, và những đoạn phim cắt cảnh kết thúc với việc Kane nói những lời báo hiệu cho người chơi; "Đồng chí Chủ tịch, tôi là tương lai" . Kane sau đó dường như biến mất sau kết thúc chính của Red Alert trong nhiều thập kỷ.
Sự tái xuất hiện của ông đã thật sự đánh dấu cho sự khởi đầu của một thời đại mới. Dưới sự chỉ đạo của ông, Brotherhood of Nod đã bắt đầu nghiên cứu vật chất ngoài hành tinh Tiberium gần như ngay lập tức sau khi chất này đến Trái Đất thông qua một vụ va chạm thiên thạch trong năm 1995, nói rằng nó có tiềm năng đem lại giai đoạn tiến hóa tiếp theo của nhân loại. Sự hướng dẫn của Kane đã khiến Nod gần như độc quyền khai khác các quặng Tiberium trên toàn cầu do  công nghệ thu hoạch Tiberium của Brotherhood  ban đầu là cách duy nhất khả thi để chiết xuất tinh thể, tạo cho họ một lượng vốn lớn trong một khoảng thời gian tương đối ngắn và Nod là người tiên phong sử dụng công nghệ Tiberium trong mọi lĩnh vực. Chính Kane tự cho rằng mình là người đã phát minh ra các công nghệ này, mà thường được gọi bởi nhiều tín đồ của ông trên toàn thế giới là "Công nghệ của hòa bình". Giai đoạn mà những sự kiện này xảy ra cuối cùng sẽ được thế giới biết đến với tên gọi First Tiberium War, được đánh dấu bằng việc Brotherhood of Nod công khai bắt đầu rao giảng cho nhiều quốc gia thế giới thứ ba hãy ném bỏ "xiềng xích của chế độ nô lệ" bởi các quốc gia công nghiệp, trong khi tại cùng một thời gian rao giảng cho một hệ tư tưởng của một cuộc cách mạng Tiberium cho toàn thế giới. Nhiều người bắt đầu nghe theo tầm nhìn không tưởng của Nod về sự thịnh vượng toàn cầu và hòa bình cho nhân loại bằng cách chấp nhận Tiberium và cách thức thống nhất của các Brotherhood, thông qua câu khẩu hiệu "Quyền lực qua Sức mạnh". Đối với tất cả những hành động này, Kane nhanh chóng nổi lên trong danh sách truy nã của lực lượng đặc nhiệm Global Defense Initiative vừa được lập  của Liên Hợp Quốc, khi chiến tranh giữa GDI và Brotherhood cuối cùng leo thang thành một trong những cuộc xung đột tàn bạo nhất trong lịch sử con người.

Kane nhìn thấy Ion Cannon của GDI ở ngày cuối cùng của First Tiberium War, thiết lập trong thời gian cuối những năm 1990

Sự kết thúc của cuộc chiến tranh này được nhìn thấy khi một lực lượng tấn công của GDI bao vây đền thờ của Kane và cơ sở chính của hoạt động tại Sarajevo, mà sẽ dẫn đến sự sụp đổ đầu tiên rõ ràng của Brotherhood of Nod. Báo cáo của về sự thất bại Kane được cho là mâu thuẫn; một số nói rằng ông bị chôn vùi bên dưới đống đổ nát khi đền thờ bắt đầu đổ vỡ, nhưng các nguồn tin khác nói rằng Ion Cannon của Ion Cannon của bắn vào các cấu trúc chính của đền đã thực sự giết Kane với một video an ninh cuối cùng chứng minh câu chuyện này. Trong đó, Kane được cho thấy là đã ôm lấy ánh sáng của chùm tia ion vài giây trước khi nó phát nổ trong ngôi đền.
Mặc dù Brotherhood thất bại ở cuối First Tiberium War, những người theo Kane không bao giờ lung lay và luôn tin rằng ông sống trong cái chết, và đã được chứng minh khi ông sống lại trong Command & Conquer: Tiberian Sun gần ba mươi năm sau đó để một lần nữa dẫn dắt lực lượng của  Nod trên toàn thế giới và bắt đầu mở cuộc chiến tranh mới với GDI. Mặc dù ông xuất hiện trước những người theo ông trong một buổi lễ với một khuôn mặt hoàn hảo, nhìn hầu như giống như với các sự kiện thể hiện trong Red Alert và First Tiberium War, nhưng vẻ ngoài thật sự của ông có chút qua thẩm mỹ với gần như một nửa cái đầu của ông đã được bao phủ bởi một tấm kim loại, làm lu mờ vết bỏng lớn có lẽ gây ra bởi cuộc tấn công bằng Ion Canon của GDI ba mươi năm trước đây. Ông tập trung các nỗ lực của Nod về nghiên cứu vũ khí Tiberium lần nữa, dẫn đến việc phát triển một tên lửa có khả năng làm thay đổi thế giới. Việc phóng tên lửa đã thất bại bởi một cuộc tấn công táo bạo của GDI dưới sự chỉ huy của Michael McNeil, người đã bỏ qua mệnh lệnh của cấp trên của là tránh tấn công để cho phép GDI có nhiều thời gian hơn để lập kế hoạch và chuẩn bị cho cuộc xung đột quyết định. Kane sau đó đã phải đối mặt với McNeil trong kim tự tháp gần Cairo và bị đâm xiên qua người với một mảnh vụn kim loại, dẫn đến kết quả là sự thất bại thứ hai của Brotherhood of Nod.
Trong các sự kiện tiếp theo được mô tả trong Tiberian Sun: Firestorm, một liên minh đã được thành lập giữa GDI và lực lượng còn lại của Nod, để ngăn chặn các hành động hiếu chiến của hệ thống AI tiên tiến của Nod được gọi là "CABAL". Sau thất bại cuối cùng của CABAL và lực lượng người máy của nó, kết thúc của Nod cho thấy cơ thể  không hoạt động của Kane được nối vào hệ thống lõi của CABAL và được giữ sống trong một cái bình hình con nhộng, dường như là đang hồi phục sau chấn thương nghiêm trọng của ông ở cuối cuộc xung đột lần thứ hai dưới bàn tay của McNeil Michael. Màn hình của hệ thống lõi AI được thể hiện là liên tục kết nối giữa CABAL và Kane, như là một cá nhân duy nhất, với việc cả hai đề cập đến "tầm nhìn" của Kane với những tiếng nói rời rạc, với Kane đề cập đến bằng cách sử dụng từ "tôi" trong khi CABAL đề cập đến nó với từ "bạn" trong một cách gần như tôn trọng. Đột nhiên, chỉ có tiếng nói của CABAL là được nghe thấy, và những lời cuối cùng được nói bởi sự hợp nhất của Kane và AI là:
"Chỉ thị của chúng tôi phải được đánh giá lại."
Tại sự ra đời của Third Tiberium War, mười bảy năm sau đó, Kane đã tái xuất hiện lần thứ hai trước thế giới, tập hợp và chuẩn bị lực lượng Nod ở khắp mọi nơi và bắt đầu một cuộc tấn công mạnh vào GDI bằng cách hạ trung tâm kiểm soát việc phòng thủ không gian của GDI và sau đó tiêu diệt sở chỉ huy của họ là trạm quỹ đạo GDSS Philadelphia với một tên lửa hạt nhân. Mặc dù các cuộc tấn công trên toàn thế giới vào các vị trí của GDI đang thành công và Nod đang rất gần trong việc đạt được chiến thắng hoàn toàn trước Global Defense Initiative vốn đang rơi vào tình trạng vô tổ chức, GDI đã nhanh chóng đảo ngược tình thế sau nhiều tuần chiến tranh đô thị khốc liệt, một diễn biến của sự kiện mà Kane có vẻ như đã dự kiến trước. Kane có kiến thức là một vụ nổ Tiberium lỏng cường độ lớn sẽ thu hút sự chú ý của một chủng tộc ngoài hành tinh được biết đến như là Scrin. Thông qua cuộc chiến tranh mà ông đã khởi xướng, Kane đã thành công trong việc kích động và thu hút GDI tấn công cấu trúc chính "Temple Prime" của ông để trả đũa cho cuộc tấn công tàn bạo của Brotherhood of Nod vào vùng xanh được bảo vệ bởi GDI trên toàn thế giới. Âm mưu này đã thành công, như là theo lệnh của Giám đốc Redmond Boyle thì Ion Canon đã bắn trực tiếp vào "Temple Prime" tại Sarajevo trong một sự lặp lại kỳ lạ lịch sử và làm phát nổ quả bom Tiberium lỏng ẩn sâu bên dưới và gây ra một thảm họa nổ lớn trên khắp đông nam châu Âu. Ngay sau vụ nổ, Scrin đến Trái Đất để bắt đầu thu hoạch quy mô lớn các quặng Tiberium. Mục đích rõ ràng  của Kane trong việc đưa họ đến Trái Đất là có thể tiếp cận với công nghệ tiên tiến của họ, như ông đã nghĩ đến sử dụng các tòa tháp "Threshold" mà Scrin xây dựng để đưa ông và những người theo mình đạt được "sự lên ngôi". Những người trung thành của Nod cuối cùng đã bảo đảm một trong những cấu trúc khổng lồ đó dưới sự hướng dẫn của Kane, đặt nó dưới kiểm soát của Brotherhood. Trong chiến dịch Scrin trong Command & Conquer 3: Tiberium Wars, đã tiết lộ rằng Scrin đã nhanh chóng nhận ra sự thức tỉnh quá sớm của họ là một hành động cố ý của một ai đó hoặc cái gì đó trên Trái Đất. Sau khi chặn được một đường truyền liên lạc giữa Kane và tư lệnh Nod (người chơi), họ ngay lập tức tập trung sự chú ý về Kane là nguyên nhân có thể dẫn đến vụ việc chưa từng có này và suy đến kết luận rằng người được gọi là "Kane" này bằng cách nào đó đã tồn tại trong dữ liệu ma trận  tổng thể của họ,và vật chất di truyền của ông là không thể nhận ra ngay cả với những kiến thức cổ rộng lớn của chính Scrin.
Năm năm sau Third Tiberium War, một trí thông minh nhân tạo có tên là "LEGION" trỗi dậy và được Kane cho chỉ huy một đội quân bí mật của các binh sĩ người máy được biết đến như là "Marked of Kane" để đòi lại thiết bị Tacitus bí ẩn từ cơ sở của GDI ở núi Cheyenne. Ngay lập tức, Marked khởi động một cuộc tấn công vào căn cứ quân sự phức tạp này, bao vây hệ thống phòng thủ tốt nhất của GDI và có được Tacitus cho Nod một lần nữa. Đoạn phim cắt cảnh cuối cùng, có tiêu đề "Ascendance", cho thấy Kane chèn Tacitus vào LEGION trong khi tuyên bố: "LEGION, con của ta, ngươi là sự sáng tạo hoàn hảo nhất của ta. Đã đến lúc cho ngươi bước vào giai đoạn trung tâm; đã đến lúc cho ngươi đạt được mục đích mà ngươi đã tạo ra! Một tầm nhìn, Một mục đích!". Với sự kiện này, câu chuyện của Command & Conquer 3kết thúc như là một câu chuyện cho đến phút cuối cùng vẫn chưa rõ kết cục. Chiến dịch của Nod cho C & C 4 được đặt tên là "Tất cả mọi thứ phải kết thúc". Nó gợi ý rằng Kane có thể là từ "Cain" trong Kinh Thánh, như ông đề cập đến việc đã ơ trên Trái Đất trong hàng ngàn năm. Trong kết thúc của C & C 4 (trong cả hai màn chiến dịch), Kane thuyết phục Tư lệnh Parker, nhân vật chính, kích hoạt cổng thông tin trong tòa tháp Threshold của Scrin và "bay lên", cùng với những người theo ông, dường như rời khỏi Trái Đất.

### Xuất hiện
Kane xuất hiện trong:
- Command & Conquer
- Command & Conquer: Red Alert
- Command & Conquer: Tiberian Sun
  - Firestorm
- Command & Conquer: Renegade
- Command & Conquer: The First Decade
- Command & Conquer 3: Tiberium Wars
  - Kane's Wrath
- Command & Conquer 4: Tiberian Twilight
- Command & Conquer: Tiberium Wars (tuyểu thuyết)

## Đánh giá
Kane đứng thứ tám trong GameDaily bài viết "Top 25 Evil Masterminds of All Time", trong đó ông đã được ca ngợi về sự quyết tâm và trí tuệ của mình dù là "a little bit on the nutty side" . Ông cũng xuất hiện trong danh sách của GamePro về 47 nhân vật phản diện hàng đầu của trò chơi điện tử độc nhất mọi thời đại .